# 온드르제이 린그르
온드르제이 린그르(체코어: Ondřej Lingr, 1998년 10월 7일~)는 체코의 축구 선수로 포지션은 공격형 미드필더이다. 현재 1. 체스카 포트발로바 리가의 SK 슬라비아 프라하와 체코 축구 국가대표팀에서 활동하고 있다.

## 구단 경력
린그르는 2017년 5월 12일, 스파르타 프라하와의 경기에서 카르비나 소속으로 체코 1부 리그 데뷔 전을 치렀다.
2020년 8월 6일, 린그르는 슬라비아 프라하에 45만 유로의 이적료로 입단하여 2024년 여름까지 계약을 체결했다. 스파르타 프라하와의 프라하 더비에서 후반전 골을 기록하고 체스케부데요비체와의 경기에서 결정적인 승리를 도우며 2022년 3월 30일, 2021-22년 체코 1부 리그 이달의 선수상을 수상했다.
2023년 8월 24일, 린그르는 네덜란드의 페예노르트로 이적하며 에레디비시 소속으로 1년 임대 이적했다. 그는 2023년 9월 3일 위트레흐트와의 경기에서 85분에 교체 출전해 곧바로 도움으로 5-1 승리에 기여했다.

## 국가대표팀 경력
2022년 초 파트리크 시크가 부상을 입은 후, 린그르는 스웨덴과의 2022년 FIFA 월드컵 플레이오프와 웨일스와의 친선 경기를 위해 그의 첫 번째 체코 국가대표팀 소집을 받은 선수들 중 한 명이었다. 린그르는 전자를 상대로 데뷔 전을 치렀고, 교체 선수로 출전했다.
그는 UEFA 유로 2024에 참가할 이반 하셰크 감독의 체코 선수 26명 중 한 명으로 선정되었다. 그는 모든 경기(포르투갈, 튀르키예, 조지아)를 대체하여 1라운드부터 소속팀과 함께 탈락했다.